# Fravaux
Fravaux é uma comuna francesa na região administrativa de Grande Leste, no departamento de Aube. Estende-se por uma área de 3,72 km². Em 2010 a comuna tinha 41 habitantes (densidade: 11 hab./km²).